# Matthew Rose
Matthew Rose –conocido como Matt Rose– (Lindsay, 10 de julio de 1981) es un deportista canadiense que compitió en natación, especialista en el estilo libre. Ganó una medalla de bronce en el Campeonato Mundial de Natación en Piscina Corta de 2004, en la prueba de 4 × 100 m libre.

## Palmarés internacional
| Campeonato Mundial en Piscina Corta | Campeonato Mundial en Piscina Corta | Campeonato Mundial en Piscina Corta | Campeonato Mundial en Piscina Corta |
| Año                                 | Lugar                               | Medalla                             | Prueba                              |
| ----------------------------------- | ----------------------------------- | ----------------------------------- | ----------------------------------- |
| 2004                                | Indianápolis (Estados Unidos)       | Medalla de bronce                   | 4 × 100 m libre                     |